# Xander Pintelon
Xander Pintelon (10 gennaio 2003) è un cestista belga.

## Carriera

### Nazionale
Nel 2023 ha disputato, con la nazionale Under-20 belga, gli Europei di categoria, terminati al quarto posto finale.

## Palmarès
- Campionato belga: 4

Ostenda: 2020-2021, 2021-2022, 2022-2023, 2023-2024
- Coppa del Belgio: 1

Ostenda: 2021
- BNXT League: 1

Ostenda: 2023-2024
- Supercoppa BNXT: 3

Ostenda: 2021, 2022, 2023